# 火车站乡
火车站乡，是中华人民共和国湖南省邵陽市双清区下辖的一个乡镇级行政单位。

## 行政区划
火车站乡下辖以下地区：
古塘社区、红旗社区、跃进社区、白云村、春风村、高家村、朱家村、莲荷村、杨柳村、水口村、前进村、卢家村、泉塘村、栗山村和集仙村。